# Plutonia pelagica
Plutonia pelagica is een slakkensoort uit de familie van de Vitrinidae. De wetenschappelijke naam van de soort is voor het eerst geldig gepubliceerd in 1860 door Morelet.